# Diocesi di Digos
La diocesi di Digos (in latino Dioecesis Digosensis) è una sede della Chiesa cattolica nelle Filippine suffraganea dell'arcidiocesi di Davao. Nel 2021 contava 819.830 battezzati su 1.199.770 abitanti. È retta dal vescovo Guillermo Dela Vega Afable.

## Territorio
La diocesi comprende la provincia filippina di Davao del Sur sull'isola di Mindanao.
Sede vescovile è la città di Digos, dove si trova la cattedrale di Maria Madre e Mediatrice della Grazia.
Il territorio si estende su 4.327 km² ed è suddiviso in 21 parrocchie.

## Storia
La diocesi è stata eretta il 5 novembre 1979 con la bolla Sacer praesul Ecclesiae di papa Giovanni Paolo II, ricavandone il territorio dall'arcidiocesi di Davao.

## Cronotassi dei vescovi
Si omettono i periodi di sede vacante non superiori ai 2 anni o non storicamente accertati.
- Generoso Cambronero Camiña, P.M.E. † (20 dicembre 1979 - 11 febbraio 2003 dimesso)
- Guillermo Dela Vega Afable, succeduto l'11 febbraio 2003

## Statistiche
La diocesi nel 2021 su una popolazione di 1.199.770  persone contava 819.830 battezzati, corrispondenti al 68,3% del totale.
| anno | popolazione | popolazione | popolazione | presbiteri | presbiteri | presbiteri | presbiteri                | diaconi | religiosi | religiosi | parrocchie |
| anno | battezzati  | totale      | %           | numero     | secolari   | regolari   | battezzati per presbitero | diaconi | uomini    | donne     | parrocchie |
| ---- | ----------- | ----------- | ----------- | ---------- | ---------- | ---------- | ------------------------- | ------- | --------- | --------- | ---------- |
| 1980 | 380.000     | 451.585     | 84,1        | 24         | 4          | 20         | 15.833                    |         | 31        | 37        | 13         |
| 1990 | 549.375     | 699.286     | 78,6        | 31         | 17         | 14         | 17.721                    |         | 27        | 45        | 15         |
| 1999 | 560.576     | 700.720     | 80,0        | 49         | 35         | 14         | 11.440                    |         | 34        | 74        | 18         |
| 2000 | 567.576     | 709.045     | 80,0        | 52         | 37         | 15         | 10.914                    |         | 29        | 85        | 19         |
| 2001 | 606.780     | 758.475     | 80,0        | 45         | 32         | 13         | 13.484                    |         | 40        | 87        | 20         |
| 2003 | 684.447     | 855.559     | 80,0        | 54         | 35         | 19         | 12.674                    |         | 49        | 93        | 20         |
| 2004 | 641.968     | 802.460     | 80,0        | 52         | 42         | 10         | 12.345                    |         | 37        | 90        | 26         |
| 2006 | 657.000     | 774.000     | 84,9        | 40         | 27         | 13         | 16.425                    |         | 32        | 94        | 20         |
| 2013 | 752.000     | 884.000     | 85,1        | 59         | 41         | 18         | 12.745                    |         | 38        | 104       | 20         |
| 2016 | 826.763     | 1.209.475   | 68,4        | 57         | 35         | 22         | 14.504                    |         | 44        | 98        | 20         |
| 2019 | 867.500     | 1.269.000   | 68,4        | 61         | 34         | 27         | 14.221                    |         | 49        | 92        | 22         |
| 2021 | 819.830     | 1.199.770   | 68,3        | 66         | 36         | 30         | 12.421                    |         | 44        | 94        | 21         |